# Brita Åkerman
Brita Åkerman, folkbokförd Brita Johansson, ogift Åkerman, född 30 mars 1906 på Molstabergs gård i Vårdinge församling, död 1 augusti 2006 i Stocksund, Danderyds församling, var en svensk tjänsteman, opinionsbildare och skribent om bostäder och boende. 
Åkerman, vars far var godsägare, blev fil. kand. vid Uppsala universitet 1928 och fil. lic. i litteraturhistoria vid Stockholms högskola 1933 och ägnade sig sedan främst åt journalistisk och föredragsverksamhet.  
Hon var 1937–1939 anställd vid Fredrika-Bremer-förbundet och medlem i Nordiska kvinnors samarbetskommitté. 1937–1940 var hon sekreterare i Kommittén för ökad kvinnorepresentation och 1940–1946 chef för Aktiv hushållning. Hon genomförde i början av 1940-talet den första sociologiska bostadsvaneundersökningen. År 1941–1947 var Åkerman sekreterare i kvinnodelegationen inom 1941 års befolkningsutredning och skrev bland annat betänkandet "Familjeliv och hemarbete". 
Hon var även verksam inom Svenska Slöjdföreningen och en av initiativtagarna till Hemmens Forskningsinstitut samt satt i dess ledning 1944–1953, två uppdrag som innebar betydande internationella kontakter. 1945–1949 var hon ledamot av Kommittén för social upplysning och 1948–1956 ledamot av Bostadskollektiva kommittén, där man planerade för kollektivhus i Alva Myrdals anda. Som pionjär inom konsumentpolitik och forskning om kvinnors vardag utnämndes hon till teknologie hedersdoktor vid Chalmers tekniska högskola 1979 och filosofie hedersdoktor vid Umeå universitet 1996.
Hon var dotterdotter till Anders Petter Löfström och syster till Carin Boalt samt från 1932 gift med Alf Johansson.